# Соцков, Михаил Михайлович
Михаил Михайлович Соцков (8 декабря 1930 — 18 марта 2013) — советский военачальник. Участвовал в подавлении венгерского восстания 1956 года и войне в Афганистане. Главный военный советник в Республике Афганистан, генерал-полковник.

## Биография
Родился 8 декабря 1930 года в городе Мещовск (ныне — Калужской области).
В 1951 году окончил Ярославское пехотное училище. Командовал взводом, ротой.
В 1956 году участвовал в подавлении венгерского восстания — командовал штурмовой группой. В одном из боёв был контужен.
Окончил в 1964 году военную академию им. М. В. Фрунзе. После окончания академии служил в Заполярье и Карелии — командовал батальоном, был офицером штаба армии, заместителем командира полка, командиром полка, начальником штаба дивизии.

### На высших должностях
Окончил в 1974 году военную академию Генерального штаба с золотой медалью. Служил в ГСВГ, в 1974—1975 году командовал 6-й гвардейской мотострелковой дивизией. Был начальником штаба 2-й танковой армии, командующим 3-й общевойсковой армией. Генерал-лейтенант (16.02.1979).
В декабре 1979 году назначен начальником оперативного управления ГОУ Генштаба. Далее: 1-й заместитель командующего войсками Закавказского военного округа, заместитель начальника Главного управления боевой подготовки Сухопутных войск, генерал-инспектор Сухопутных войск.

### В Афганистане
В мае 1988 года назначен главным военным советником в Республике Афганистан. После вывода войск совместно с командованием афганской армии принимал участие в Джелалабадском сражении, в обороне Хоста и боевых действиях на Саланге. В августе 1989 года убыл из Афганистана.

### После службы в армии
В 1990 году генерал-полковник М. М. Соцков уволен в отставку.
Жил и работал в Подмосковье. Скончался 18 марта 2013 года после тяжёлой и продолжительной болезни. Похоронен на Троекуровском кладбище.

## Награды
- Орден Ленина
- Орден Красного Знамени
- Орден Красной Звезды
- Орден «За службу Родине в Вооружённых Силах СССР» 2-й степени
- Орден «За службу Родине в Вооружённых Силах СССР» 3-й степени
- Медаль «В ознаменование 100-летия со дня рождения Владимира Ильича Ленина»
- Юбилейная медаль «Двадцать лет Победы в Великой Отечественной войне 1941—1945 гг.» (7 мая 1965[2])
- Юбилейная медаль «Тридцать лет Победы в Великой Отечественной войне 1941—1945 гг.»[3]
- Юбилейная медаль «Сорок лет Победы в Великой Отечественной войне 1941—1945 гг.»[4]
- Юбилейная медаль «50 лет Победы в Великой Отечественной войне 1941—1945 гг.»[5]
- Медаль «Ветеран Вооружённых Сил СССР»
- Юбилейная медаль «40 лет Вооружённых Сил СССР»[6]
- Юбилейная медаль «50 лет Вооружённых Сил СССР» (26 декабря 1967[7])
- Юбилейная медаль «60 лет Вооружённых Сил СССР» (28 января 1978[8])
- Юбилейная медаль «70 лет Вооружённых Сил СССР» (28 января 1988[9])
- Медаль «За безупречную службу» I степени

Награждён также 6-ю иностранными орденами.